# Olga Hankin
Olga Hankin (ou Khankin, em hebraico: אוֹלְגָּה חַנְקִין) (9 de janeiro de 1852 - 21 de abril de 1943) foi uma feminista, parteira profissional e ativista sionista que, junto com seu marido, Yehoshua Hankin, foi responsável pela maioria das principais compras de terras da Organização Sionista na Palestina Otomana e no Mandato Britânico da Palestina. Embora ele tenha se tornado conhecido como um proeminente "redentor de terras" (hebraico: גואל האדמות), ela também foi fundamental neste trabalho.

## Biografia

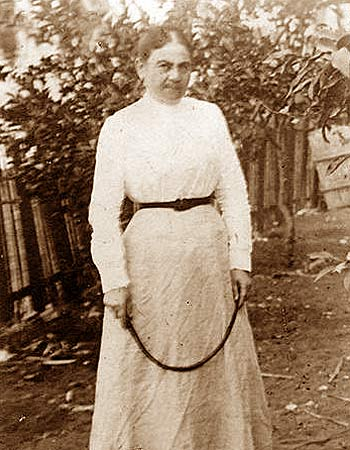
Olga Hankin segurando o chicote com o qual ela mantinha potenciais agressores afastados enquanto fazia suas rondas de obstetrícia

Olga Hankin, nascida Olga Belkind, nasceu na pequena cidade de Lahoysk, perto de Minsk na Bielorrússia, sendo a filha mais velha de Meir e Shifra Belkind. Ela se mudou para São Petersburgo ainda jovem e para a Terra de Israel na Primeira Aliá em 1886. Dois anos depois, ela se casou com Yehoshua Hankin (1864–1945) no assentamento agrícola de Gedera. Eles se mudaram para Jafa, onde ela se tornou conhecida por suas habilidades como parteira, tendo estudado a profissão em São Petersburgo; "ela foi provavelmente a primeira parteira profissional do país". Ela era 13 anos mais velha que ele e se tornaria sua parceira em seus empreendimentos. De forma irônica para quem trouxe tantos bebês ao mundo, eles não tiveram tiveram filhos.
Olga fazia partos. Ela se tornou muito conhecida entre os árabes de Jafa — efêndis, xeques e líderes tribais beduínos que viviam nas áreas arenosas ao sul da cidade. No final da década de 1880, ninguém ainda acreditava na habilidade de Yehoshua como corretor imobiliário, mas todos confiavam em Olga. Fotografias contemporâneas mostram-na segurando um chicote para se proteger enquanto cavalgava um burro branco entre tendas de beduínos e nas ruas de Jafa. Em uma ocasião, enquanto ela dava à luz o filho de um rico árabe cristão de Jafa que possuía terras ao sul da cidade, ela soube que um terreno de dez mil dunams estava à venda em Wadi Deiran. Ela contou para seu marido e, em 1890, ele concluiu seu primeiro negócio de terras..
Nos anos seguintes, como as organizações sionistas estavam relutantes em pagar pela terra, o casal Hankin frequentemente comprava terras e depois convencia a Agência Judaica ou outros a financiar o "negócio fechado". Dessa forma, o casal Hankin se tornou responsável pela maioria das principais compras de terras da Organização Sionista na Palestina Otomana e no Mandato da Palestina. "Em 1890, Yehoshua trabalhou para comprar 2.500 acres das terras de Duran, onde a cidade de Rehovot está agora localizada. No total, mais de 148.262 acres comprados por Yehoshua foram usados para o estabelecimento do assentamento judaico na Terra de Israel... Olga foi a força motriz por trás de Yehoshua em sua dedicação à redenção da terra." Além disso, ela o apoiou trabalhando como parteira, já que ele nunca ganhou dinheiro com seus negócios imobiliários.
Olga Hankin morreu no Vale de Jizreel e foi enterrada na Galileia em um túmulo feito de calcário rosado que seu marido construiu para eles em Ma'ayan Harod no Monte Gilboa. Ele morreu dois anos depois dela e foi enterrado ao seu lado.

## Feminismo

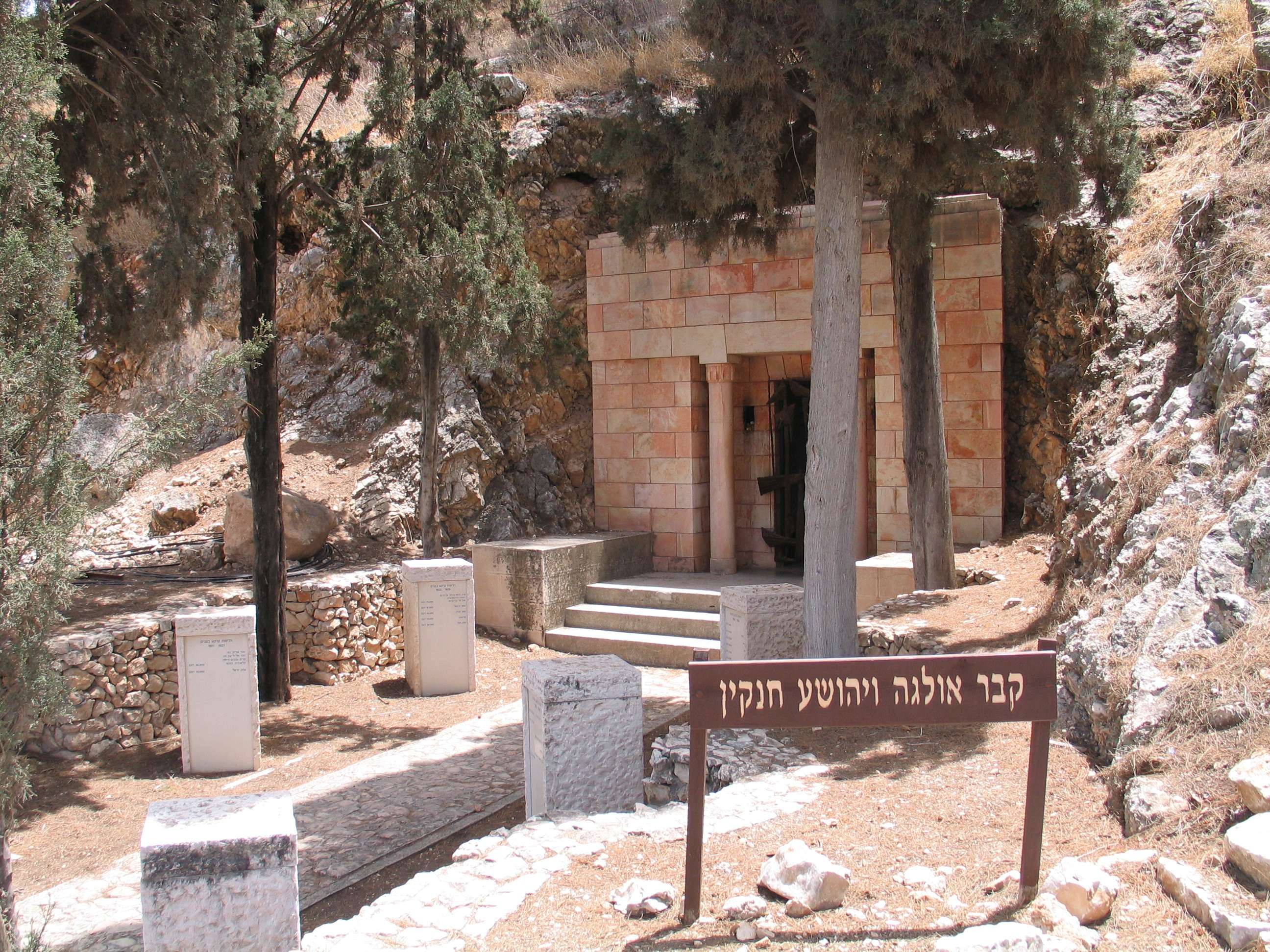
Túmulo de Olga e Yehoshua Hankin em Ma'ayan Harod

Olga Hankin tinha fama de ser uma mulher corajosa, que cavalgava sozinha, até mesmo à noite, para atuar como parteira de mulheres, judias ou árabes. Ela acreditava que as mulheres deveriam ter uma profissão; antes de imigrar para a Terra de Israel, ela foi telegrafista na Ferrovia Transiberiana para economizar dinheiro para a mensalidade do curso de obstetrícia. Ela também era conhecida por incentivar jovens de sua família a estudar, especialmente as moças.
Em uma carta sem data ao município de Tel Aviv, Olga Hankin escreveu para reclamar da falta de nomes de mulheres entre os nomes de ruas da cidade, indicando sua perspectiva de gênero: "Por que não há menção [nos nomes de ruas] de mulheres dentre nomes bíblicos, heroínas da nação, como Débora e outras?... Espero que minhas palavras encontrem eco nos corações dos membros do comitê e que eles corrijam a distorção e também convidem mulheres a participar do comitê de nomenclatura." Notavelmente, em 2022, havia cinco ruas em Israel com o nome de Yehoshua Hankin e 13 com o nome de Hankin, mas nenhuma com o nome de Olga Hankin. 

## Ativismo sionista

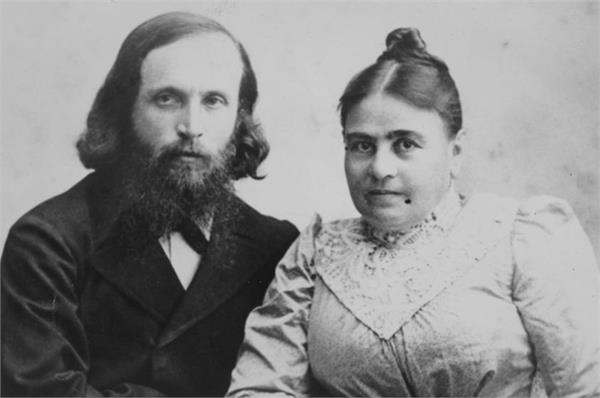
Yehoshua e Olga Hankin, em 1910

Além de seu trabalho crucial na redenção de terras para o povo judeu e para o futuro Estado judeu depois de imigrar para a Terra de Israel, Olga Hankin também foi ativa em organizações sionistas enquanto ainda vivia em São Petersburgo. Ela residiu lá com dois de seus irmãos, Shimshon (1865–1937) e Fania (Fanny Belkind Feinberg, 1860–1942); sua casa servia como "um ponto de encontro para estudantes revolucionários, escritores e pensadores ativos do Hovevei Zion [Amantes de Sião], bem como um abrigo para mulheres que davam à luz fora do casamento". Olga se juntou a um grupo de jovens judeus influenciados pelo despertar nacionalista na Europa, que desesperavam dos ideais universais e socialistas e acreditavam que nunca alcançariam direitos iguais na Rússia. Eles formaram o movimento sionista que chamaram de Bilu, com o objetivo principal de promover o assentamento agrícola da Terra de Israel. Os membros da família Belkind, em particular o irmão de Olga, Israel Belkind, e a irmã Fania, eram proeminentes entre os fundadores. Olga participou das reuniões de Bilu, bem como das dos ativistas Maskilim e Hovevei Zion.

## Legado

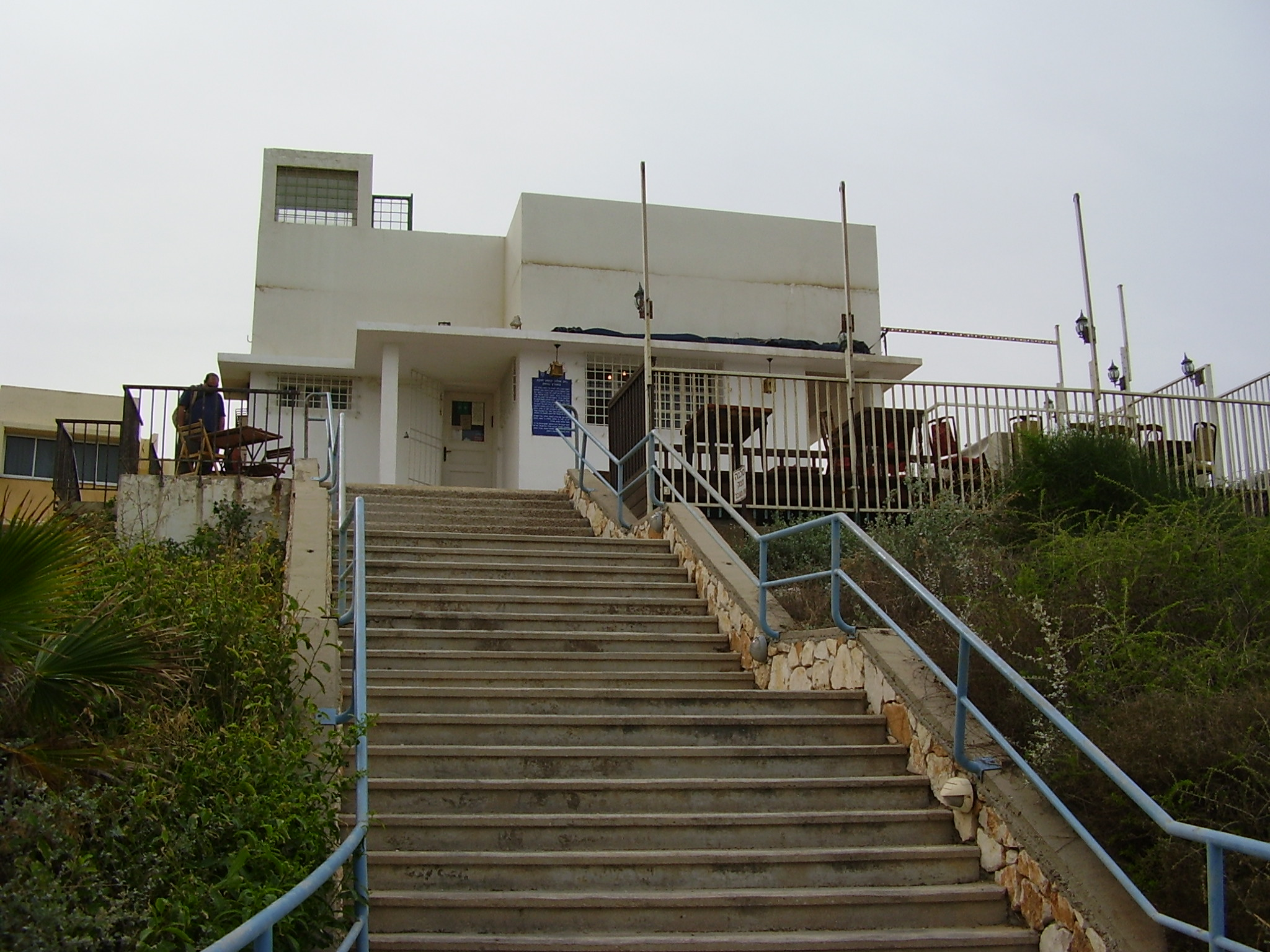
A casa de Olga e Yehoshua Hankin no topo de um penhasco em Givat Olga

Givat Olga (Colina de Olga), um bairro de Hadera, recebeu o nome de Olga Hankin. O bairro consistia originalmente em uma casa no topo de um penhasco na Baía de Benjamim, na costa do Mediterrâneo, construída, mas nunca habitada, pelos Hankin. Foi construído no estilo Bauhaus como uma casa de segurança após a Revolta Árabe (1936-1939) e com vista para as terras da planície costeira compradas pelos Hankin nas décadas de 1920 e 1930. O bairro de Givat Olga foi criado em 1949 e, em 2020, abrigava mais de 15.000 moradores. A casa histórica, conhecida como Beit Olga Hankin (Casa de Olga Hankin), estava abandonada até 2004, quando foi reformada. No entanto, foi fechada em 2021 devido à instabilidade do penhasco de Kurkar sobre o qual foi construída.